# Straßenbahn Hildesheim

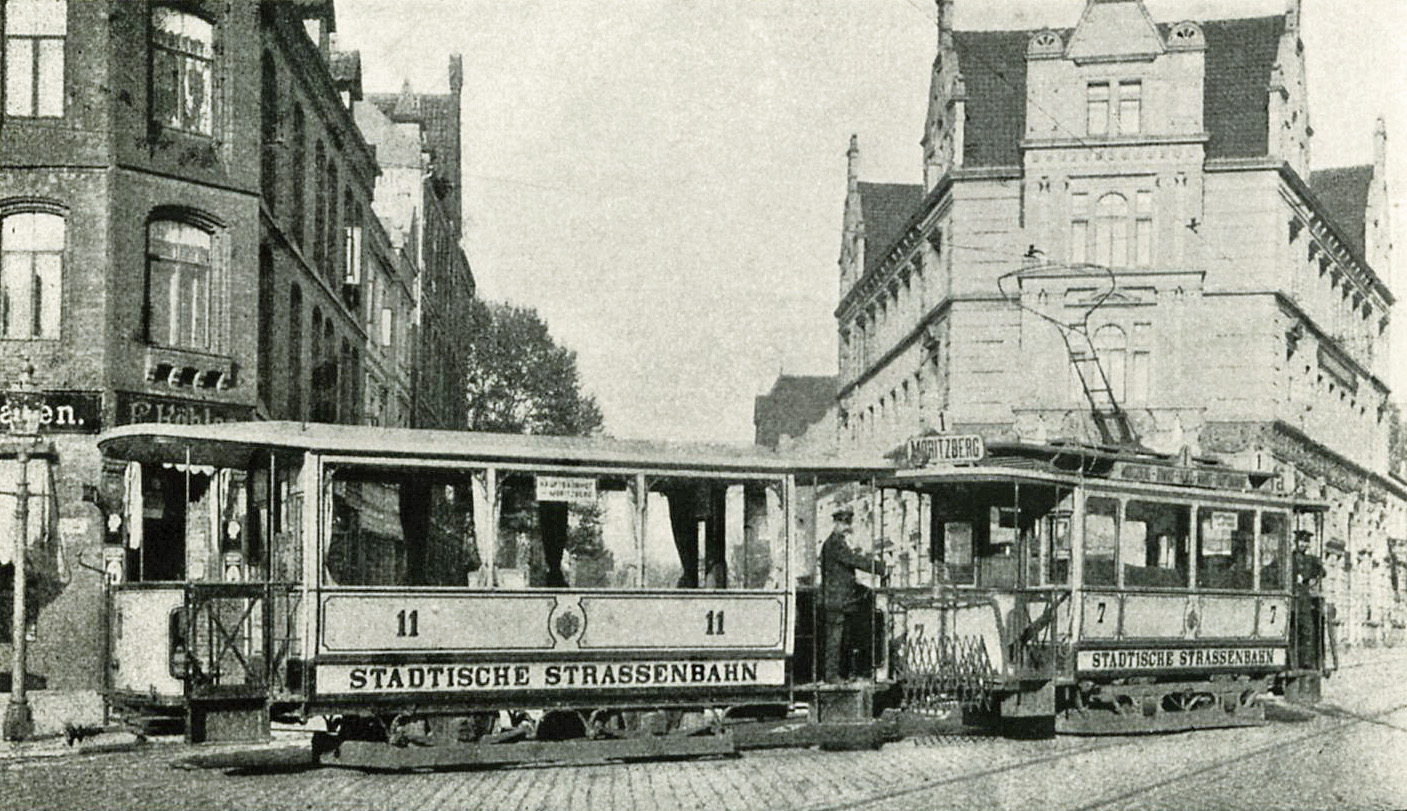
Trieb- und Beiwagen der Hildesheimer Straßenbahn um 1905

Die Straßenbahn Hildesheim war eine normalspurige Straßenbahn in Hildesheim in Niedersachsen. Die Städtische Straßenbahn Hildesheim verkehrte zwischen dem 7. August 1905 und dem 22. März 1945.

## Geschichte
Am 30. Januar 1867 nahm ein Pferdebus als erstes innerstädtisches Verkehrsmittel in Hildesheim seinen Betrieb auf; Die Linie verkehrte im 60-Minuten-Takt vom Bahnhof zum Moritzberg und nahm dabei bereits einen sehr ähnlichen Linienverlauf wie die spätere Straßenbahnlinie 1. Am 15. Mai 1886 wurde der Pferdebusbetrieb um eine weitere Linie zur Waldquelle erweitert.
Ab dem 22. März 1899 verband die Straßenbahn Hannover (1921 in Überlandwerke und Straßenbahnen Hannover AG – Üstra umbenannt) mit einer normalspurigen Überlandlinie Hildesheim über Sarstedt mit Hannover. Endpunkt in Hildesheim war der Bahnhofsvorplatz, des Weiteren gab es in der Nähe einen Güterbahnhof und ein Depot der hannoverschen Straßenbahn.
Am 12. September 1903 beschloss der Rat der Stadt Hildesheim mit zwölf zu fünf Stimmen, für die weitere Erschließung der Stadt ein eigenes Straßenbahnnetz aufzubauen. Begonnen wurde im August 1904 mit der Errichtung eines Elektrizitätswerkes durch die AEG, welches im Dezember des Jahres die Stromversorgung der Stadt aufnahm.

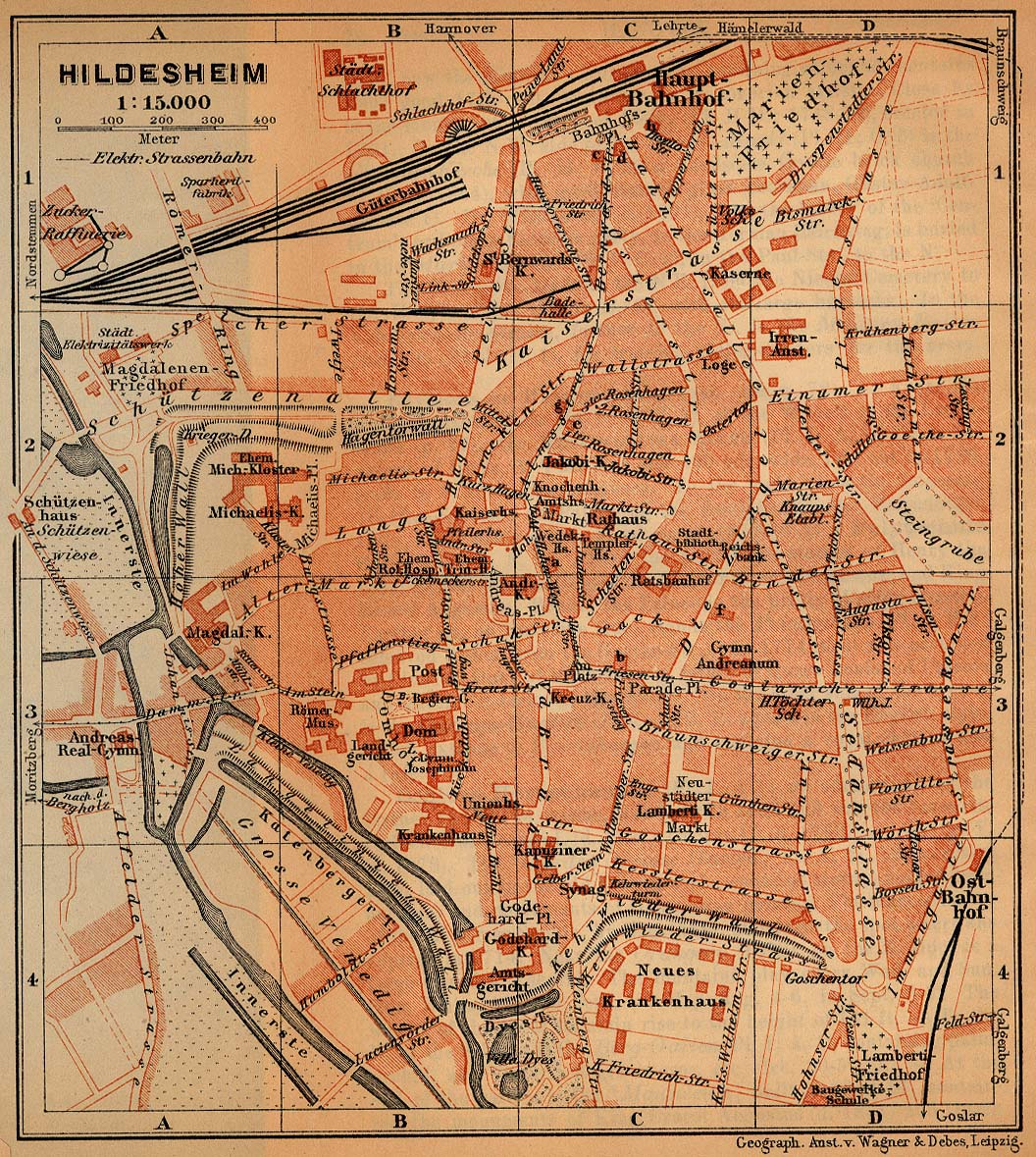
Hildesheim 1910 mit Straßenbahnstrecken

Am 7. August 1905 nahm die rund drei Kilometer lange Linie 1 vom Hauptbahnhof nach Moritzberg ihren Dienst auf. Die Endstation befand sich unmittelbar vor der Brücke über den Kupferstrang, also direkt an der damaligen Stadtgrenze zum Bergflecken Moritzberg. Am Kupferstrang wurde für das Straßenbahnpersonal ein Toilettenhäuschen errichtet. Die Linie 1 folgte dem Verlauf der Pferdebahn. Sie fuhr anfangs alle fünf, später alle sieben Minuten. Die Strecke war bei der Eröffnung 2,57 Kilometer lang und eingleisig, für den Gegenverkehr gab es einige Ausweichstellen. Die Geschwindigkeit lag bei 10–15 km/h. Der Fahrpreis betrug bis 1918 zehn Pfennig.
Am 8. September 1907 wurde die Linie 2 eröffnet. 1913 bekam die Linie 1 einen geänderten Verlauf und die neue Linie 3 wurde eingeführt. Durch die Hyperinflation 1923 kam es zu Einstellungen des Betriebes.
1929 wurden die Linien 2 und 3 im Norden bis zum Zentralfriedhof (heute Nordfriedhof) in der Nordstadt und im Süden bis zur Struckmannstraße verlängert. Des Weiteren wurde eine neue Linie 4 zur Orleansstraße eingerichtet, mit der die Steingrubenkaserne in der Oststadt besser angeschlossen wurde.
Am 3. August 1942 wurde das Liniennetz vollkommen umgestellt. Auf den Linien 1 und 2 wurde ein Ringverkehr eingeführt, die Linien 3 und 4 wurden verkürzt.
Durch die beiden Luftangriffe auf Hildesheim am 3. und 22. März 1945 wurde die Städtische Straßenbahn so nachhaltig geschädigt, dass man den Betrieb einstellte und nach Kriegsende nicht wieder aufnahm. Zwischen Juli und Oktober 1945 führten zwei Triebwagen noch einen Notbetrieb auf der hannoverschen Linie 11 zwischen dem Hauptbahnhof und der zerstörten Brücke über den Stichkanal Hildesheim durch. Anschließend wurden die beiden Triebwagen mit fünf weiteren Exemplaren nach Reparatur an die Straßenbahn Osnabrück verkauft.
An die Hildesheimer Straßenbahn erinnert heute noch eine für die Mitarbeiter errichtete Bedürfnisanstalt am Kupferstrang, auch wenn diese nicht mehr ihrem ursprünglichen Zweck dient. Des Weiteren sind am Haus Bergsteinweg 53 und an einem Haus an der Peiner Straße noch Wandrosetten vorhanden, an denen die Oberleitung befestigt war.
Bis in die 1980er Jahre waren an manchen Stellen noch die Reste von Gleissträngen des Straßenbahnnetzes im Fahrbahnbelag von innerstädtischen Straßen zu sehen, so z. B. entlang der Schuhstraße im Stadtzentrum. Diese wurden dann nach und nach bei Fahrbahnerneuerungen beseitigt.
1958 wurde die Strecke der Üstra-Linie 11 zwischen Hildesheim und Sarstedt stillgelegt. Seither wird der öffentliche Personennahverkehr in Hildesheim ausschließlich mit Bussen durchgeführt. Von 1943 bis 1969 wurden zwei Linien als Oberleitungsbus betrieben (siehe Geschichte). 1998 wurde der Verkehrsbetrieb der Stadtwerke Hildesheim in die hundertprozentige Tochter Stadtverkehr Hildesheim überführt.

## Liniennetz
Außer den vier Linien der Städtischen Straßenbahn verkehrte in der Stadt noch die von der Üstra betriebene Linie 11:
Linie 11 Bahnhof – Steuerwalder Straße – (weiter über die spätere Reichsstraße 6) – Hannover, Goseriede

### 1907
| Linie 1 | Bahnhof – Bernwardstraße – Almsstraße – Hoher Weg – Altpetristraße – Pelizäusplatz – Kreuzstraße – Domhof – Dammstraße – Bergsteinweg – Moritzberg |
| Linie 2 | Bahnhof – (wie Linie 1) – Pelizaeusplatz – Friesenstraße – Paradeplatz (heute Hindenburgplatz) – Goslarsche Straße                                 |

### 1913
| Linie 1 | Bahnhof – Bahnhofsallee – Zingel – Paradeplatz – Friesenstraße – Pelizäusplatz – (wie bisher) – Moritzberg                     |
| Linie 2 | Bahnhof – (wie bisher) – Goslarsche Straße                                                                                     |
| Linie 3 | Bahnhof – (wie Linie 2) – Paradeplatz – Küsthardtstraße – Neustädter Markt – Goschenstraße – Annenstraße – Marienburger Straße |

### 1929
| Linie 1 | Bahnhof – Bahnhofsallee – Zingel – Paradeplatz – Friesenstraße – Pelizäusplatz – (wie bisher) – Moritzberg                         |
| Linie 2 | Zentralfriedhof – Peiner Straße – Bahnhof – (wie bisher) – Goslarsche Straße – Ostbahnhof – Marienburger Straße – Struckmannstraße |
| Linie 3 | Zentralfriedhof – Peiner Straße – Bahnhof – (wie bisher) – Marienburger Straße – Struckmannstraße                                  |
| Linie 4 | Bahnhof – Bahnhofsallee – Ostertor – Einumer Straße – Orleansstraße                                                                |

### 1942
| Linie 1 | > Bahnhof → Bahnhofsallee → Zingel → Hindenburgplatz → Friesenstraße → Pelizäusplatz – (wie bisher) – Moritzberg < Moritzberg – (wie bisher) – Pelizaeusplatz → Altpetristraße → Hoher Weg → Almsstraße → Bernwardstraße → Bahnhof                                                                             |
| Linie 2 | > Bahnhof → Bahnhofsallee → Zingel → Hindenburgplatz → Goslarsche Straße → Ostbahnhof → Marienburger Straße – Struckmannstraße <Struckmannstraße – Marienburger Straße → Annenstraße → Goschenstraße → Neustädter Markt → Küsthardtstraße → Pelizaeusplatz → Hoher Weg → Almsstraße → Bernwardstraße → Bahnhof |
| Linie 3 | Zentralfriedhof – Peiner Straße – Bahnhof |
| Linie 4 | Ostertor – Einumer Straße – Orleansstraße |